# Clark Gregg
Robert Clark Gregg (Boston, 2 de abril de 1962) es un actor, guionista y director estadounidense. Es conocido sobre todo por su papel como Phil Coulson en las películas Iron Man (2008), Iron Man 2 (2010), Thor (2011) y The Avengers (2012) y en la serie de televisión Agents of S.H.I.E.L.D., transmitida por la cadena ABC entre 2013 y 2020. También da voz al personaje en la serie de televisión animada Ultimate Spider-Man. Gregg interpretó a Richard, el exesposo de Christine Campbell en la sitcom de la CBS The New Adventures of Old Christine, serie que debutó en marzo de 2006 y concluyó en mayo de 2010. Además, es conocido por ser el agente especial del FBI Mike Casper en la serie de NBC The West Wing y Cam en la serie de NBC Will & Grace.

## Carrera

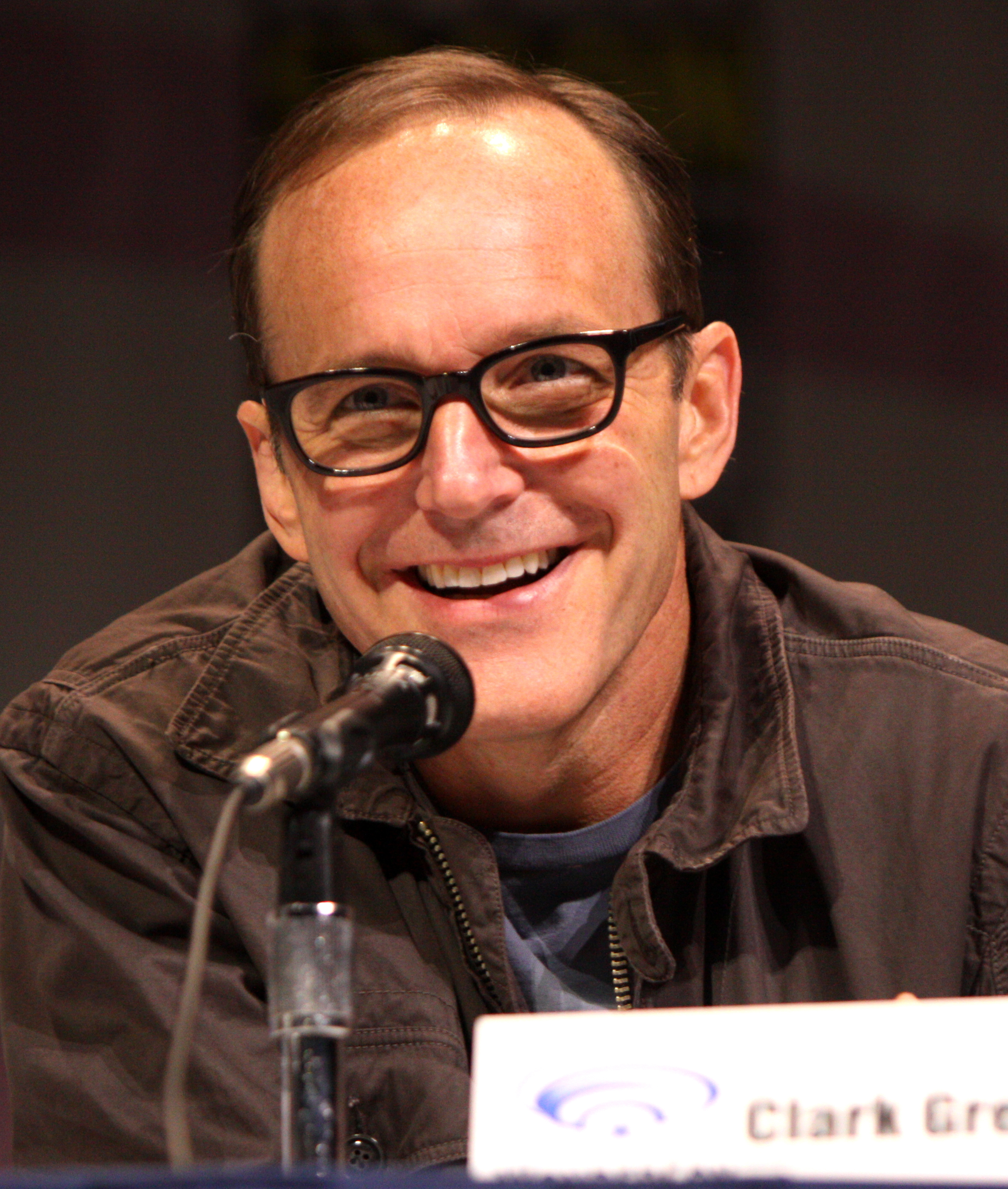
Gregg en la WonderCon de 2013

Gregg ha trabajado en varias películas interpretando mayormente papeles secundarios, como Lovely & Amazing, In Good Company y The Human Stain, y un número de papeles invitados en series de televisión como Will & Grace, Sports Night, Sex and the City y The West Wing. También escribió el guion de la película de 2000 What Lies Beneath.
Gregg es el director y guionista de la película de 2008 Choke, basada en la novela homónima de Chuck Palahniuk, protagonizada por Sam Rockwell. Gregg consultó a su padre, un emérito profesor de religión en la Universidad de Stanford, para la cita de Pablo de Tarso sobre la Carta a los Gálatas que Gregg utilizó en Choke. El padre de Gregg es también el ex capellán de la Iglesia Memorial de Stanford.
En 2008, Gregg apareció en la película Iron Man como el agente de S.H.I.E.L.D. Phil Coulson. En 2010, Gregg repitió su papel como el agente Coulson en Iron Man 2. Ese mismo año firmó un acuerdo para interpretar al mismo personaje en varias películas de los Estudios Marvel. En 2011, regresó de nuevo como Coulson en Thor. Gregg describió el ser parte del Universo cinematográfico de Marvel como muy emocionante. «El agente Coulson era uno de los tipos que no estaban en los cómics, y tenía un papel muy pequeño en Iron Man [dijo] y tuve mucha suerte de que eligieran ampliar ese personaje y decidieran ponerlo en este universo.» Tras su aparición en Thor, él repitió su papel otra vez en la exitosa película de 2012 The Avengers. Gregg también protagoniza una serie de cortometrajes de Marvel que se centran en su personaje y pueden verse en los lanzamientos en Blu-ray de las películas.
En octubre de 2010, Gregg fue parte del elenco de una lectura dramatizada de la obra de Larry Kramer The Normal Heart, junto a los actores Dylan Walsh, Lisa Kudrow y Tate Donovan, presentada en Los Ángeles con motivo del 25 aniversario de la obra. La lectura fue dirigida por su suegro, el actor Joel Grey.
A finales de octubre de 2012, Joss Whedon, Kevin Feige y Gregg anunciaron que retomaría su papel como el agente Phil Coulson en la serie Agents of S.H.I.E.L.D. El 20 de abril de 2013, Trust Me, una película escrita y dirigida por Gregg, se estrenó en el Festival de Cine de Tribeca.

## Vida personal
Gregg nació el 2 de abril de 1962 en Boston, Massachusetts. Es hijo de Mary Layne Shine y Robert Clark Gregg, un ministro episcopal y profesor de la Universidad Stanford. Gregg estuvo casado con la actriz Jennifer Grey desde el 21 de julio de 2001 y hasta su divorcio en 2021. La pareja tiene una hija, Stella, nacida el 3 de diciembre de 2001. Gregg coprotagonizó con Grey la película para TV Road to Christmas y con su suegro Joel Grey en Choke.
Gregg tiene un cinturón negro en jiu-jitsu brasileño.

## Filmografía parcial

### Cine y televisión
- 1991 - A Woman Named Jackie (serie de televisión) (actor)
- 1994 - Clear and Present Danger (Peligro inminente)
- 1997 - Six Ways to Sunday
- 2000 - What Lies Beneath (guionista)
- 2001 - Lovely & Amazing
- 2002 - We Were Soldiers
- 2003 - The Human Stain
- 2004 - In Good Company
- 2006-2010 - The New Adventures of Old Christine (serie de televisión)
- 2008 - Choke
- 2008 - Iron Man
- 2009 - (500) Days of Summer
- 2010 - Iron Man 2
- 2011 - Thor
- 2011 - Mr. Popper's Penguins
- 2012 - The Avengers
- 2013 - Labor Day
- 2013-2020 - Agents of S.H.I.E.L.D. (serie de televisión)
- 2013 - Very Good Girls
- 2013 - Trust Me
- 2013 - To Do List
- 2016 - Vivir de noche
- 2019 - Captain Marvel
- 2021 - Moxie
- 2024 - Thelma
- 2024 - Snowpiercer